# Howard G. Minsky
Howard G. Minsky (* 21. Januar 1914 in Philadelphia, Pennsylvania; † 10. August 2008 Palm Beach, Florida) war ein US-amerikanischer Filmproduzent.

## Leben
Er arbeitete als Talentsagent bei der William Morris Agency. In den 1960er Jahren wandte er sich der Filmproduktion zu. Gleich mit seinem ersten Film, Love Story, gelang ihm ein großer Erfolg und er wurde 1971 für den Oscar in der Kategorie Bester Film nominiert. 1973 folgte eine weitere Filmproduktion.
In den 2000er Jahren veröffentlichte er mit The Love My Life: The Memoirs of Howard G. Minsky seine Erinnerungen. Minsky war verheiratet und Vater von zwei Kindern.

## Filmografie
- 1970: Love Story
- 1973: Jory